# Avon (Colorado)
Pour les articles homonymes, voir Avon.
Avon est une ville américaine du comté d'Eagle dans le Colorado.
Située à environ 175 kilomètres à l'ouest de Denver, Avon se trouve entre la rivière Eagle (en) et l'Interstate 70, à 2 265 mètres d'altitude. La municipalité s'étend sur 8,10 milles carrés (20,98 km2), dont 8,03 milles carrés (20,8 km2) de terres.
D'abord appelée Avin, la ville est incorporée en 1978. Selon le recensement de 2010, sa population est de 6 447 habitants.

## Démographie
| 1980 | 1990  | 2000  | 2010  | 2020  | - |
| ---- | ----- | ----- | ----- | ----- | - |
| 640  | 1 798 | 5 561 | 6 447 | 6 072 | - |